# Pseudomicrodochium candidum
Pseudomicrodochium candidum är en svampart som först beskrevs av Giacopo Bresàdola, och fick sitt nu gällande namn av de Hoog 1978. Pseudomicrodochium candidum ingår i släktet Pseudomicrodochium, ordningen köttkärnsvampar, klassen Sordariomycetes, divisionen sporsäcksvampar och riket svampar.   Inga underarter finns listade i Catalogue of Life.